# Кролевецкие рушники

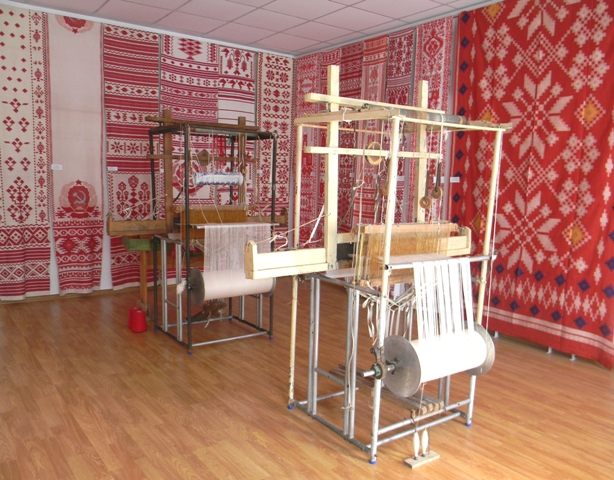
Традиционный ткацкий станок, использующийся для изготовления кролевецких рушников (музейный экспонат)

Кролевецкие рушники (укр. Кролевецькі рушники) — традиционный народный промысел города Кролевец (Сумская область, Украина). К отличительным особенностям кролевецких рушников (то есть тканных полотенец, вышитых орнаментами) относятся использование традиционной техники перебора с ремизно-челночным ткачеством, сочетание красно-белых цветов и особая орнаментика.
Занятия ткачеством известны в Кролевце с момента основания города в 1601 году. Ткацкий промысел расцветает в городе во второй половине XIX века, становясь одним из основных источников дохода местного населения. Широкую известность за пределами города рушники приобрели благодаря проведению в Кролевце с 1851 года ярмарки.
С 1995 проводится фестиваль кролевецкого рушника, а с ноября 2011 года в городе действует Музей кролевецкого ткачества.
С января 2013 года входит в число первых объектов нематериального культурного наследия Украины, утверждённого Министерством культуры Украины
В настоящее время рушники изготавливаются на предприятии «Кролевецкое художественное ткачество» (укр. Кролевецьке переборне ткацтво).